# Дженніфер Моррісон
Дже́нніфер Марі́ Мо́ррісон (англ. Jennifer Marie Morrison; нар. 12 квітня 1979, Чикаго) — американська модель, акторка та режисерка. Насамперед відома ролями лікарки-імунологині Елісон Кемерон у серіалі «Доктор Хаус» (2004—2012) та Емми Свон у серіалі «Якось у казці» (2011—2018). Також виконала роль Зої Пірсон, однієї з дівчат Теда Мосбі у серіалі «Як я зустрів вашу маму», роль Віони Кірк, матері Джеймса Т. Кірка у науково-фантастичному фільмі «Зоряний шлях» (2009) та роль Тесс Конлон у спортивній драмі «Воїн». 2017 року дебютувала у якості режисера стрічки «Сонячні пси».

## Біографія
Народилася в Чикаго, а дитинство провела в місті Арлінгтон-Гайтс. Її батько, Девід Л. Моррісон, учитель музики, 2003 року отримав звання «Вчитель року» штату Іллінойс. Мати, Джуді Моррісон, також працювала вчителькою. У 1997 році Дженніфер закінчила Середню школу Проспект, де працювали її батьки. Під час навчання грала на кларнеті, співала в хорі та була чирлідеркою у шкільній групі підтримки. Має молодшу сестру Джулію і молодшого брата Даніеля.
Після школи вступила до Чиказького університету імені Лойоли, де до 2000 року вивчала театральне мистецтво та англійську мову. Перед тим, як переїхати до Лос-Анджелеса, щоб продовжити кар'єру в кіно і на телебаченні, закінчила театральну студію «Steppenwolf».

## Кар'єра
Почала кар'єру як модель ще в дитинстві. У 10 років потрапила на обкладинку журналу «Sports Illustrated for Kids» із зіркою баскетболу Майклом Джорданом.
У художньому фільмі дебютувала в 15 років, зігравши дочку персонажів Річарда Гіра і Шерон Стоун у фільмі «Перехрестя». Пізніше з'явилася в ролі привида Саманти у фільмі «Відгуки луни» з Кевіном Бейконом. Першу помітну роль виконала 2000 року у фільмі «Міські легенди 2», а потім з'явилася в таких фільмах як: «Скейтбордисти» (2003) з Адамом Броуді, «Пережити Різдво» (2004) з Беном Аффлеком і «Містер і місіс Сміт» (2005) з Бредом Піттом і Анджеліною Джолі.
На телебаченні виступала як запрошена акторка в кількох успішних серіалах, включаючи «Дотик ангела» і «Затоку Доусона», перш ніж у 2004 році отримала роль першого плану, лікарки-імунологині Елісон Кемерон, в серіалі «Доктор Хаус». Виконувала цю роль протягом шести сезонів (2004—2009). Персонажка Моррісон покинула серіал 2009 року в епізоді «Командна гра», але повернулася 2010 року в епізоді «Під вартою», щоб довести до завершального кінця історію Камерон. 2012 року Моррісон повернулася у фінальному епізоді серіалу «Усі помирають».
2006 року спродюсувала незалежний фільм «Розквіт», в якому також виконала одну з головних ролей разом зі своїм партнером по серіалу «Доктор Хаус» актором Джессі Спенсером. У 2007 Моррісон брала участь у зніманні відео до гри «Command & Conquer 3: Tiberium Wars». Цього ж року журнал «TV Guide» помістив ім'я акторки в список 10 найсексуальніших телезірок поряд з Патріком Демпсі, Еванджелін Ліллі, Євою Лонгорією і Джошем Голловеєм. 2007 року також з'явилась у фільмах «Великий Стен» та «Вбивство принцеси Діани», кіноадаптації однойменної книги Ноела Ботема. Моррісон втілила американську журналістку, яка стала свідком автокатастрофи, в котрій загинула принцеса Діана. 2009 року Дженніфер повернулася на великі екрани, з'явившись у початковій сцені фільму «Зоряний шлях» у ролі матері Джеймса Т. Кірка. Коли її контракт у серіалі «Доктор Хаус» не оновили, у грудні 2009 року стало відомо, що Моррісон виконає роль Кейт Келлер, матері Гелен Келлер, у бродвейській постановці «Та, що створила диво».
Восени 2010 року Моррісон виконала гостьову роль у четвертому епізоді серіалу «Погоня», роль Фейт, матері-одиначки у бігах, яка з дочкою проїжджає по Техасу та здійснює серію вбивств. Також Моррісон долучилась до акторського складу серіалу «Як я зустрів вашу маму», де зіграла Зої Пірсон, архітекторку-ботанку, якою зацікавився Тед Мосбі, головний персонаж серіалу.
2011 року акторка з'явилася у фільмі «Воїн». 
У 2011—2018 роках знімалася в головній ролі телесеріалу «Якось у казці»; у 2019—2021 роках — у телесеріалі «Це — ми». Також серед робіт кінця 2010-х: «Нація убивць» (2018), «Суперфлай» (2018), «Сенсація» (2019), «Доповідь» (2019).

## Особисте життя
У січні 2007 журнал «People» оголосив, що Дженніфер Моррісон у Парижі під час різдвяних свят заручилася з актором Джессі Спенсером. Однак у серпні 2007 року вони оголосили про розірвання заручин. З 2009 Моррісон зустрічалася з актором серіалу «Втеча» Аморі Ноласко. Пара розійшлася у 2012 році.
У 2012—2013 рр. зустрічалася із партнером у серіалі «Якось у казці», актором Себастіаном Стеном.
2019 року почала зустрічатися з американським актором Джерардо Селаско. 14 березня 2022 року на фестивалі South by Southwest в Остіні, де проходила прем'єра серіалу за участю Селаско, пара була помічена з обручками. 8 квітня Моррісон опублікувала у своєму Інстаграмі привітання з 40-річчям Селаско і підтвердила, що вони одружилися. У червні 2024 року Моррісон підтвердила, що нещодавно стала мамою дівчинки[джерело?].

## Фільмографія
| Рік       |    | Українська назва                   | Оригінальна назва                           | Роль                                                        |
| --------- | -- | ---------------------------------- | ------------------------------------------- | ----------------------------------------------------------- |
|           | тф |                                    | Under the Bridge                            | Кейтлін Ланкастер                                           |
| 2019—2021 | с  | Це — ми                            | This Is Us                                  | Кессіді Шарп (9 епізодів)                                   |
| 2019      | ф  | Сенсація                           | Bombshell                                   | Джульєт Гадді                                               |
| 2019      | кф |                                    | The Tattooed Heart                          | Шарлотта Льюїс                                              |
| 2019      | мф | Бетмен: Цить                       | Batman: Hush                                | Селіна Кайл (голос)                                         |
| 2019      | ф  | Доповідь                           | The Report                                  | Кароліна Красс                                              |
| 2018      | ф  |                                    | All Creatures Here Below                    | Пенні                                                       |
| 2018      | ф  |                                    | SuperFly                                    | Детектив Мейсон                                             |
| 2011—2018 | с  | Якось у казці                      | Once Upon a Time                            | Емма Свон (головна роль)                                    |
| 2018      | ф  |                                    | Back Roads                                  | Каллі Мерсер                                                |
| 2018      | ф  | Нація убивць                       | Assassination Nation                        | Марджі Дункан                                               |
| 2017      | ф  |                                    | Alex & The List                             | Кетрін Стерн                                                |
| 2017      | ф  | Жах Амітівілля: Пробудження        | Amityville: The Awakening                   | Кендіс                                                      |
| 2017      | ф  |                                    | Sun Dogs                                    | Марі                                                        |
| 2016      | ф  | Темрява                            | The Darkness                                | Джой Картер                                                 |
| 2016      | ф  |                                    | Albion: The Enchanted Stallion              | Абатиса                                                     |
| 2015      | кф |                                    | To Dust Return                              | Шерон Рейнольдс                                             |
| 2015      | кф |                                    | Mattresside                                 | Анжеліка                                                    |
| 2010—2014 | с  | Як я зустрів вашу маму             | How I Met Your Mother                       | Зої Пірсон (13 епізодів)                                    |
| 2013      | ф  |                                    | Event 15                                    | Вайт                                                        |
| 2013      | ф  | Стартрек: Відплата                 | Star Trek Into Darkness                     | Вайнона Кірк                                                |
| 2013      | ф  |                                    | Some Girl(s)                                | Сем                                                         |
| 2004—2012 | с  | Доктор Хаус                        | House M.D.                                  | Лікар Елісон Кемерон (130 епізодів)                         |
| 2012      | ф  |                                    | Knife Fight                                 | Анджела Андерсон                                            |
| 2011      | тф |                                    | Five                                        | Шейла                                                       |
| 2011      | ф  | Воїн                               | Warrior                                     | Тесс Конлон                                                 |
| 2011      | кф |                                    | Prodigal                                    | Агент Рейчел Мінц                                           |
| 2011      | тф |                                    | Bringing Ashley Home                        | Ешлі                                                        |
| 2010      | с  | Погоня                             | Chase                                       | Фейт Мейплс (1 епізод)                                      |
| 2009      | мс |                                    | The Super Hero Squad Show                   | Оса / Джанет ван Дайн (3 епізоди), голос                    |
| 2009      | ф  |                                    | Table for Three                             | Леслі                                                       |
| 2009      | ф  | Зоряний шлях                       | Star Trek                                   | Вайона Кірк                                                 |
| 2007      | ф  | Великий Стен                       | Big Stan                                    | Мінді Мінтон                                                |
| 2007      | тф |                                    | Final Approach                              | Диктор-інформатор в аеропорту                               |
| 2007      | тф |                                    | The Murder of Princess Diana                | Рейчел Віско                                                |
| 2007      | вг | Command & Conquer 3: Tiberium Wars |                                             | лейтенант Керсі Джеймс (Kirce James), розвідник команди GDI |
| 2006      | кф |                                    | The Script                                  | Крісті                                                      |
| 2006      | ф  | Розквіт                            | Flourish                                    | Габріель Вінтерс                                            |
| 2005      | ф  | Містер і місіс Сміт                | Mr. & Mrs. Smith                            | Джейд                                                       |
| 2005      | ф  |                                    | Mall Cop                                    | Кріс                                                        |
| 2004      | кф |                                    | Lift                                        | Сара                                                        |
| 2004      | ф  | Пережити Різдво                    | Surviving Christmas                         | Міссі Вангільдер                                            |
| 2004      | ф  |                                    | The Sure Hand of God                        | Лілі Боузер                                                 |
| 2003      | кф |                                    | Nick Lachey: Shut Up (відео)                | дівчина                                                     |
| 2003      | кф |                                    | The Donnas: Too Bad About Your Girl (відео) |                                                             |
| 2003      | тф |                                    | The Edge                                    |                                                             |
| 2003      | ф  | Скейтбордисти                      | Grind                                       | Джеймі                                                      |
| 2002      | ф  |                                    | Girl Fever                                  | Енні                                                        |
| 2002      | ф  |                                    | Nantucket                                   | Аліша                                                       |
| 2002      | тф |                                    | Big Shot: Confessions of a Campus Bookie    | Каллі                                                       |
| 2002      | с  |                                    | The Random Years                            | Меґан (пілотний епізод)                                     |
| 2001—2002 | с  | Затока Доусона                     | Dawson's Creek                              | Мелані Ши Томпсон (2 епізоди)                               |
| 2002      | с  | Будь-який день                     | Any Day Now                                 | Менді Сінгер (1 епізод)                                     |
| 2002      | ф  |                                    | Design                                      | Соня Меллоу                                                 |
| 2001      | с  | Дотик янгола                       | Touched by an Angel                         | Мелісса Данніґен (1 епізод)                                 |
| 2001      | с  |                                    | The Chronicle                               | Гвен (1 епізод)                                             |
| 2001      | ф  |                                    | The Zeros                                   | Джойс                                                       |
| 2000      | ф  | Міські легенди 2                   | Urban Legends: Final Cut                    | Емі Мейфілд                                                 |
| 1999      | ф  | Відгуки луни                       | Stir of Echoes                              | Саманта Козак                                               |
| 1994      | ф  | Диво на 34-й вулиці                | Miracle on 34th Street                      | Де́ніс                                                       |
| 1994      | ф  | Перехрестя                         | Intersection                                | Меган Істмен                                                |